# 秋葉直樹
秋葉 直樹（あきば なおき、1973年3月22日 - ）は、千葉県出身の元プロ野球選手（投手）。

## 来歴・人物
野球好きだった父の影響で自分も興味を持ち、小学校3年生の頃に野球を始めた。リトルリーグおよびリトルシニアで一塁手として野球を続けたが、ほぼ補欠で出場機会は少なかったという。
千葉大宮高に進むと高校野球のレベルに圧倒されたが、練習後も自宅で1時間の素振りをするなどの努力もあり、1年生ながら夏の県大会ではレギュラーに選ばれている。2年次の秋には新チームの主将になり、同時にチーム事情から投手に転向した。あこがれのポジションだったため非常に嬉しく、走りこみや投げ込みを重ねたという。3年次にはエースで四番となり、プロのスカウトも視察に来ていた。
夏の県大会終了後、プロ志望を知っていた監督の勧めで巨人の入団テストを受験し、合格。1990年オフにドラフト外で契約金と年俸それぞれ2500万円、360万円（いずれも推定）で入団。入団会見では桑田真澄や木田優夫を目標に挙げ、三振の取れる投手を目指すと話した。しかし、肩を痛めてプロ生活は1年であった（野球協約改定によって翌年から球団の保有可能選手が「実質目減り」する過渡期であった）。1992年は巨人で打撃投手を務めた。
現在は、東京都内の会社で営業次長を務め、草野球では巨人時代の知り合いとプレーしているという。

## 詳細情報

### 年度別投手成績
- 一軍公式戦出場なし

### 背番号
- 98 （1991年）
- 119 （1992年）